# Krupá
Krupá este un râu din Slovacia. Izvorăște din Carpații mici și se varsă în râul Blava. Trece prin Prekážka, Horná Krupá, Dolná Krupá, Špačince și Dolné Lovčice